# Carolina League
Carolina League es una liga de béisbol profesional de Estados Unidos que forma parte de las Ligas Menores, categoría Clase A Avanzada (Fuerte). Cada equipo está afiliado a otro de las Grandes Ligas con el fin de fomentar el desarrollo de beisbolistas para el posterior ingreso a las mayores.
La Liga de Carolina fue fundada en 1945 con franquicias de Carolina del Sur, pero hoy sus equipos abarcan esa área hasta Delaware. El formato consta de dos divisiones, la norte y la sur.  Los ganadores de cada división en la primera mitad de la temporada y los de la segunda mitad compiten en una serie divisional, al mejor de cinco juegos, los ganadores avanzan a la final que también es al mejor de cinco juegos, el ganador recibe la Copa Mills.

## Equipos actuales
| División | Equipo                   | Afiliación en MLB    | Ciudad                            | Estadio                         | Capacidad |
| -------- | ------------------------ | -------------------- | --------------------------------- | ------------------------------- | --------- |
| Norte    | Frederick Keys           | Baltimore Orioles    | Frederick, Maryland               | Harry Grove Stadium             | 5.400     |
| Norte    | Fredericksburg Nationals | Washington Nationals | Fredericksburg, Virginia          | New Fredericksburg Ballpark     | 5.000     |
| Norte    | Lynchburg Hillcats       | Cleveland Indians    | Lynchburg, Virginia               | Calvin Falwell Field            | 4.281     |
| Norte    | Salem Red Sox            | Boston Red Sox       | Salem, Virginia                   | Salem Memorial Baseball Stadium | 6.300     |
| Norte    | Wilmington Blue Rocks    | Kansas City Royals   | Wilmington, Delaware              | Daniel S. Frawley Stadium       | 6.404     |
| Sur      | Carolina Mudcats         | Milwaukee Brewers    | Zebulon, Carolina del Norte       | Five County Stadium             | 6.500     |
| Sur      | Down East Wood Ducks     | Texas Rangers        | Buies Creek, Carolina del Norte   | Grainger Stadium                | 4.100     |
| Sur      | Fayetteville Woodpeckers | Houston Astros       | Fayetteville, Carolina del Norte  | Segra Stadium                   | 4.786     |
| Sur      | Myrtle Beach Pelicans    | Chicago Cubs         | Myrtle Beach, Carolina del Sur    | TicketReturn.com Field          | 6.599     |
| Sur      | Winston-Salem Dash       | Chicago White Sox    | Winston-Salem, Carolina del Norte | Ernie Shore Field               | 5.500     |

## Historial
| - 1945 Danville - 1946 Raleigh - 1947 Raleigh - 1948 Martinsville - 1949 Burlington - 1950 Winston-Salem - 1951 Winston-Salem - 1952 Reidsville - 1953 Danville - 1954 Fayetteville - 1955 Danville - 1956 Fayetteville - 1957 Durham - 1958 Burlington - 1959 Wilson - 1960 Greensboro |  | - 1961 Wilson - 1962 Kinston - 1963 Wilson - 1964 Winston-Salem - 1965 Tidewater - 1966 Rocky Mount - 1967 Durham - 1968 High Point-Thomasville - 1969 Raleigh-Durham - 1970 Winston-Salem - 1971 Península - 1972 Salem - 1973 Winston-Salem - 1974 Salem - 1975 Rocky Mount - 1976 Winston-Salem |  | - 1977 Península - 1978 Lynchburg - 1979 Península - 1980 Península - 1981 Hagerstown - 1982 Alexandria - 1983 Lynchburg - 1984 Lynchburg - 1985 Winston-Salem - 1986 Winston-Salem - 1987 Salem - 1988 Kinston - 1989 Prince William - 1990 Frederick - 1991 Kinston - 1992 Península |  | - 1993 Winston-Salem - 1994 Wilmington - 1995 Kinston - 1996 Wilmington - 1997 Lynchburg - 1998 Wilmington - 1999 Myrtle Beach y Wilmington - 2000 Myrtle Beach - 2001 Salem - 2002 Lynchburg - 2003 Winston-Salem - 2004 Kinston - 2005 Frederick - 2006 Kinston - 2007 Frederick - 2008 Potomac - 2009 Lynchburg - 2010 Potomac - 2011 Frederick - 2012 Lynchburg - 2013 Salem - 2014 Potomac - 2015 Myrtle Beach - 2016 Myrtle Beach |